# Orchestra del Teatro alla Scala
L'Orchestra del Teatro alla Scala è l'orchestra dell'omonimo teatro di Milano, nata nel 1778.

## Storia
Un'importante orchestra è presente alla Scala fin dalla sua apertura con L'Europa riconosciuta di Antonio Salieri, come riferiscono le cronache dell'epoca.
A causa della natura della stagione scaligera, dominata dall'opera e non dalla musica da camera o sinfonica (il "mal di melodramma" di Gian Francesco Malipiero), mancò a lungo la figura del direttore d'orchestra; ruolo analogo svolgeva il primo violino "capo d'orchestra" (Alessandro Rolla, Eugenio Cavallini, ... ) o il "maestro al cembalo" (Vincenzo Lavigna, Giacomo Panizza, Giovanni Bajetti, ...)
Alberto Mazzucato, nel 1854, è il primo dei direttori scaligeri. La presenza costante di grandi direttori – Arturo Toscanini, Victor de Sabata,   Antonino Votto, 
Wilhelm Furtwängler, Herbert von Karajan, Guido Cantelli, Leonard Bernstein, Gianandrea Gavazzeni, Carlo Maria Giulini, Carlos Kleiber, Claudio Abbado, Riccardo Muti, Daniel Barenboim, Riccardo Chailly – ha rafforzato il valore dell'Orchestra.

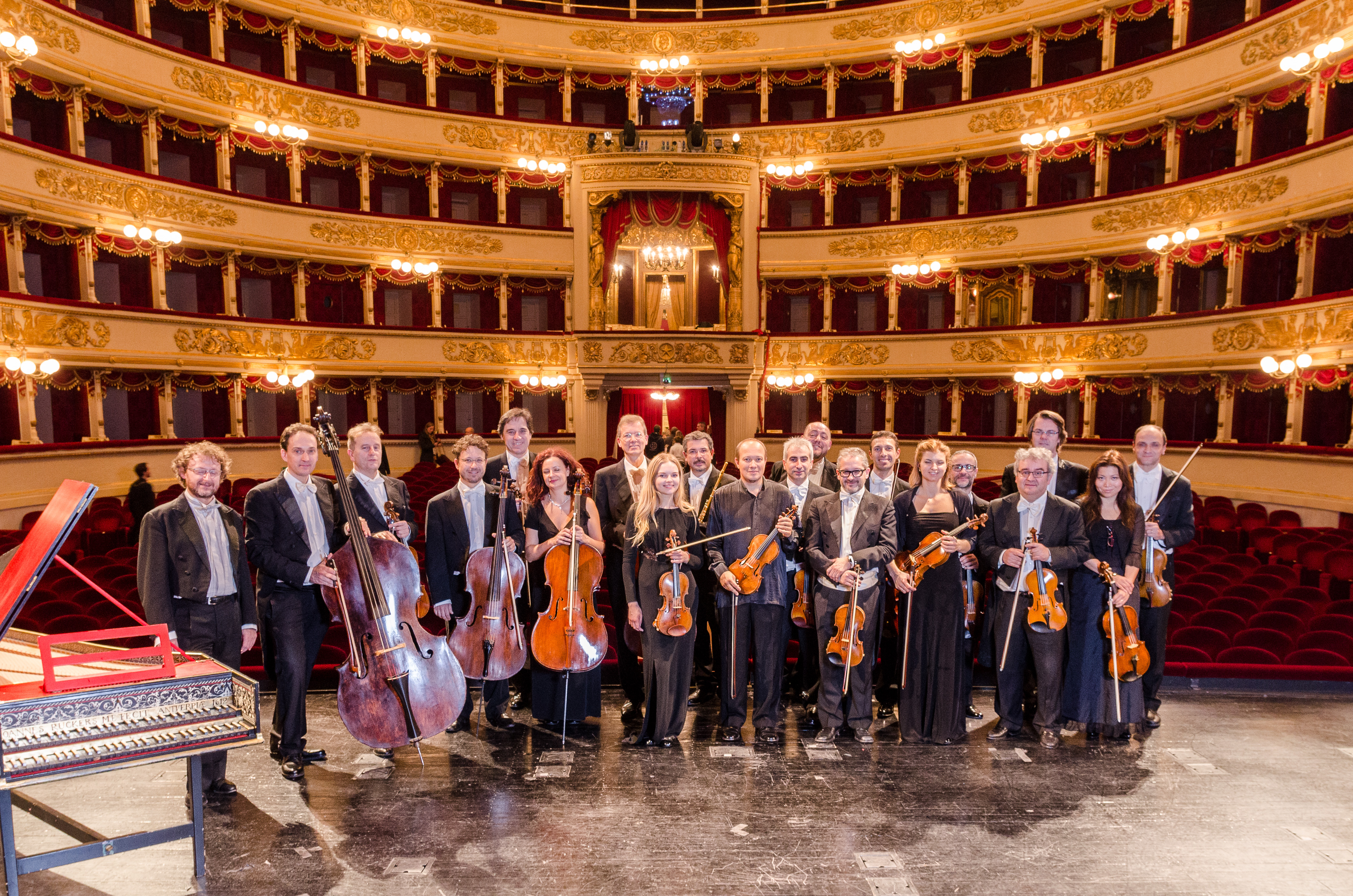
Alcuni componenti dell'orchestra del Teatro alla Scala sul palcoscenico della sala del Piermarini.

La nascita, nel 1982, della Filarmonica come formazione autonoma ha intensificato l'attività sinfonica dell'orchestra.

## Organico
| Violini Primi | Violini Secondi | Viole | Violoncelli | Contrabbassi |
| --- | --- | --- | --- | --- |
| Francesco Manara (di spalla) Francesco De Angelis (di spalla) Laura Marzadori (di spalla) Daniele Pascoletti (concertino) Eriko Tsuchihashi (concertino) Andrea Leporati Rodolfo Cibin Corine van Eikema Andrea Pecolo Gianluca Turconi Elena Faccani Fulvio Liviabella Dino Sossai Duccio Beluffi Agnese Ferraro Kaori Ogasawara Enkeleida Sheshaj Suela Piciri Lucia Zanoni Damiano Cottalasso Evguenia Staneva Indro Borreani | Pierangelo Negri* Anna Longiave Anna Salvatori Emanuela Abriani Gabriele Porfidio Stefano Dallera Roberto Nigro Alexia Tiberghien Stefano Lo Re Antonio Mastalli Francesco Tagliavini Roberta Miseferi Estela Shesi Leila Negro Olga Zakharova Andrea Del Moro | Simonide Braconi* Giuseppe Nastasi Luciano Sangalli Giorgio Baiocco Maddalena Calderoni Francesco Lattuada Carlo Barato Joel Imperial Giuseppe Russo Rossi Matteo Amadasi Thomas Cavuoto Eugenio Silvestri Marcello Schiavi Sabina Bakholdina | Sandro Laffranchini* Massimo Polidori* Alfredo Persichilli* Martina Lopez Gianluca Muzzolon Gabriele Zanardi Simone Groppo Cosma Beatrice Pomarico Massimiliano Tisserant Tatiana Patella Gabriele Garofano Leonardo Duca Francesco Martignon | Giuseppe Ettorre* Francesco Siragusa* Emanuele Pedrani Alessandro Serra Attilio Corradini Gaetano Siragusa Roberto Benatti Omar Lonati Roberto Parretti Claudio Nicotra Michelangelo Mercuri Giorgio Magistroni |

| Flauti                                                                                          | Oboi                                              | Clarinetti | Fagotti                                                                             | Corni | Trombe                                                                             | Tromboni                           | Basso tuba            |
| ----------------------------------------------------------------------------------------------- | ------------------------------------------------- | --- | ----------------------------------------------------------------------------------- | --- | ---------------------------------------------------------------------------------- | ---------------------------------- | --------------------- |
| Marco Zoni* Andrea Manco* Giovanni Paciello (ottavino) Massimiliano Crepaldi Francesco Guggiola | Pedro Pereira De Sà* Augusto Mianiti Gianni Viero | Fabrizio Meloni* Aron Chiesa* Christian Chiodi Latini Stefano Cardo (clarinetto basso) Antonio Duca (clarinetto piccolo) | Gabriele Screpis* Nicola Meneghetti Maurizio Orsini Marion Reinhard (controfagotto) | Giovanni Emanuele Urso* Roberto Miele Claudio Martini Salvatore La Porta Stefano Curci Piero Mangano G iulia Montorsi | Francesco Tamiati* Marco Toro* Gianni Dallaturca Nicola Martelli Valerio Vantaggio | Daniele Morandini* Giuseppe Grandi | Javier Castaño Medina |

| Arpe                         | Timpani                      | Percussioni                                                                 | Organo          |
| ---------------------------- | ---------------------------- | --------------------------------------------------------------------------- | --------------- |
| Luisa Prandina* Olga Mazzia* | Andrea Bindi* Maxime Pidoux* | Gianni Massimo Arfacchia Giuseppe Cacciola Gerardo Capaldo Francesco Muraca | Lorenzo Bonoldi |

| Ispettore all'Orchestra | Addetti all'Orchestra                               | Maestri collaboratori |
| ----------------------- | --------------------------------------------------- | --- |
| Vittorio Sisto          | Alejandro Magnin Werther Martinelli Edmondo Valerio | James Vaughan (Primo maestro di Sala) Beatrice Benzi - Paolo Berrino - Nelson Calzi - Paolo Spadaro Munitto (Maestri Collaboratori di Sala) Antonella Marotti - Ilaria Morotti - Stefano Salvatori – Marco Borroni - Caterina Denti - Federico Forti - Valentina Verna (Maestri collaboratori di Palcoscenico) Bruno Nicoli (Direttore dei Complessi Musicali di Palcoscenico) Dario Grandini - Loris Perego (Maestri Rammentatori) Roberto Perata - Stefano Colnaghi - Renato Principe (Maestri ai videolibretti) |

## Discografia parziale
- Bellini: La Sonnambula - Leonard Bernstein/Maria Callas/Orchestra del Teatro alla Scala di Milano, Warner
- Bellini: Norma - Coro e Orchestra del Teatro alla Scala di Milano/Maria Callas/Mario Filippeschi/Tullio Serafin
- Cherubini: Medea - Leonard Bernstein/Maria Callas/Orchestra del Teatro alla Scala di Milano
- Donizetti: Anna Bolena - Gianandrea Gavazzeni/Coro e Orchestra del Teatro alla Scala di Milano/Maria Callas
- Donizetti: Poliuto - Antonino Votto/Coro e Orchestra del Teatro alla Scala di Milano/Ettore Bastianini/Franco Corelli/Maria Callas/Nicola Zaccaria, Warner
- Giordano: Andrea Chenier - Maria Callas/Orchestra del Teatro alla Scala di Milano, Warner
- Gluck: Ifigenia in Tauride - Maria Callas/Nino Sanzogno/Orchestra del Teatro alla Scala di Milano, Warner
- Leoncavallo, Pagliacci - Karajan/Scala/Bergonzi/Taddei/Carlyle/Panerai, 1965 Deutsche Grammophon
- Leoncavallo: I Pagliacci - Teresa Stratas/Plácido Domingo/Juan Pons/Coro e Orchestra del Teatro alla Scala di Milano/Georges Prêtre, 1984 Philips
- Mascagni, Cavalleria rusticana - Karajan/Cossotto/Bergonzi, 1966 Deutsche Grammophon
- Mozart, Conc. pf. n. 23/Son. pf. n. 13 - Horowitz/Giulini/La Scala, 1987 Deutsche Grammophon
- Puccini, Bohème - Chailly/Gheorghiu/Alagna/Scano, 1998 Decca
- Puccini, Manon Lescaut - Muti/Cura/Guleghina/Gallo, 1998 Deutsche Grammophon
- Rossini, Donna del lago - Muti/Blake/Merritt/Anderson, 1992 Decca
- Rossini, Guglielmo Tell - Muti/Zancanaro/Merritt/Surjan, 1988 Decca
- Rossini, Turco in Italia - Chailly/Bartoli/Pertusi, 1997 Decca
- Rossini: Il Turco In Italia - Coro e Orchestra del Teatro alla Scala di Milano/Franco Calabrese/Gianandrea Gavazzeni/Jolanda Gardino/Maria Callas/Mariano Stabile (cantante)/Nicola Rossi-Lemeni/Nicolai Gedda/Piero De Palma, Warner
- Rossini: 10 Overtures - Orchestra del Teatro alla Scala di Milano/Riccardo Chailly, 1996 Decca
- Verdi, Aida - Maazel/Pavarotti/Chiara, 1986 Decca
- Verdi: Aida - Claudio Abbado/Katia Ricciarelli/Leo Nucci/Orchestra del Teatro alla Scala di Milano/Plácido Domingo, Deutsche Grammophon
- Verdi, Aida/Ballo/Don Carlos/Falstaff/Macbeth/Simon Boccanegra - Abbado/Orch. Teatro alla Scala, 1976/2001 Deutsche Grammophon
- Verdi, Don Carlos - Abbado/Domingo/Ricciarelli, 1982 Deutsche Grammophon
- Verdi: Don Carlo - Alexander Anisimov/Coro e Orchestra del Teatro alla Scala di Milano/Daniela Dessì/Luciana D'Intino/Paolo Coni/Riccardo Muti/Samuel Ramey, 1994 Warner
- Verdi: Il Trovatore - Orchestra del Teatro alla Scala di Milano/Tullio Serafin, Deutsche Grammophon
- Verdi: Il Trovatore - Coro e Orchestra del Teatro alla Scala di Milano/Giuseppe Di Stefano/Herbert von Karajan/Maria Callas, Warner
- Verdi, Macbeth - Abbado/Verrett/Cappuccilli, 1976 Deutsche Grammophon
- Verdi: Otello - Coro e Orchestra del Teatro alla Scala di Milano/Justin Diaz/Katia Ricciarelli/Lorin Maazel/Plácido Domingo, EMI
- Verdi: Rigoletto - Carlo Bergonzi/Dietrich Fischer-Dieskau/Orchestra del Teatro alla Scala di Milano/Rafael Kubelík/Renata Scotto, Deutsche Grammophon
- Verdi: Simon Boccanegra - Claudio Abbado/Orchestra del Teatro alla Scala di Milano/Cappuccilli/Freni, 1977 Deutsche Grammophon
- Verdi, Traviata - Votto/Scotto/Raimondi, 1962 Deutsche Grammophon
- Verdi: Un Ballo in Maschera - Claudio Abbado/Edita Gruberová/Elena Obraztsova/Katia Ricciarelli/Orchestra del Teatro alla Scala di Milano/Plácido Domingo/Renato Bruson, 1998 Deutsche Grammophon
- Verdi: Un Ballo In Maschera - Gianandrea Gavazzeni/Maria Callas/Orchestra del Teatro alla Scala di Milano, Warner
- Verdi, Cori - Abbado/La Scala, 1975/1981 Deutsche Grammophon
- Verdi, Messa da requiem - Barenboim/Harteros/Garanca/ Kaufmann/Pape/ Orch. Teatro alla Scala, 2013 Decca
- Callas: I Pagliacci, Cavalleria - Mascagni & Leoncavallo - Anna Maria Canali/Coro e Orchestra del Teatro alla Scala di Milano/Ebe Ticozzi/Giuseppe Di Stefano/Maria Callas/Nicola Monti/Rolando Panerai/Tito Gobbi/Tullio Serafin